# Ерік Ларссон
Ерік Ларссон (швед. Eric Larsson, нар. 15 липня 1991, Євле) — шведський футболіст, захисник грецького клубу ОФІ (Іракліон).

## Клубна кар'єра
Народився 15 липня 1991 року в місті Євле. Розпочав займатись футболом в клубі «Євле», а 2006 року перейшов у академію «Єфле».
У дорослому футболі дебютував 2010 року виступами за «Єфле», в якій провів три сезони, взявши участь у 36 матчах вищого дивізіону.
В кінці 2012 року контракт Ларссона з рідним клубом скінчився і він на правах вільного агента підписав угоду з командою другого дивізіону «Сундсвалль». Відіграв за команду із Сундсвалля наступні п'ять сезонів своєї ігрової кар'єри. Більшість часу, проведеного у складі «ГІФ Сундсвалль», був основним гравцем захисту команди і за підсумками сезону 2014 року допоміг своїй команді вийти до вищого дивізіону країни. У 2017 році він був номінований на премію захисника року в Allsvenskan, незважаючи на те, що грав у команді, яка боролася за виживання.
Після закінчення терміну дії контракту Ларссона, 9 листопада 2017 року було оголошено, що він підписав чотирирічний контракт із чемпіоном Швеції «Мальме», де мав стати заміною Антону Тіннергольму, що саме покидав клуб. Станом на 30 жовтня 2019 року відіграв за команду з Мальме 49 матчів в національному чемпіонаті.

## Титули і досягнення
- Чемпіон Швеції (2):

«Мальме»: 2020, 2021
- Володар Кубка Швеції (1):

«Мальме»: 2021-22

## Виступи за збірну
2006 року провів чотири гри у складі юнацької збірної Швеції (U-17).